# トロポヤ県
トロポヤ県（トロポヤけん、アルバニア語: Rrethi i Tropojës）は、アルバニアのクケス州に属する県。2010年1月1日現在の人口は117,066人で、面積は939km2である。県都はバイラム・ツリ。コソボ及びモンテネグロと国境を接する。

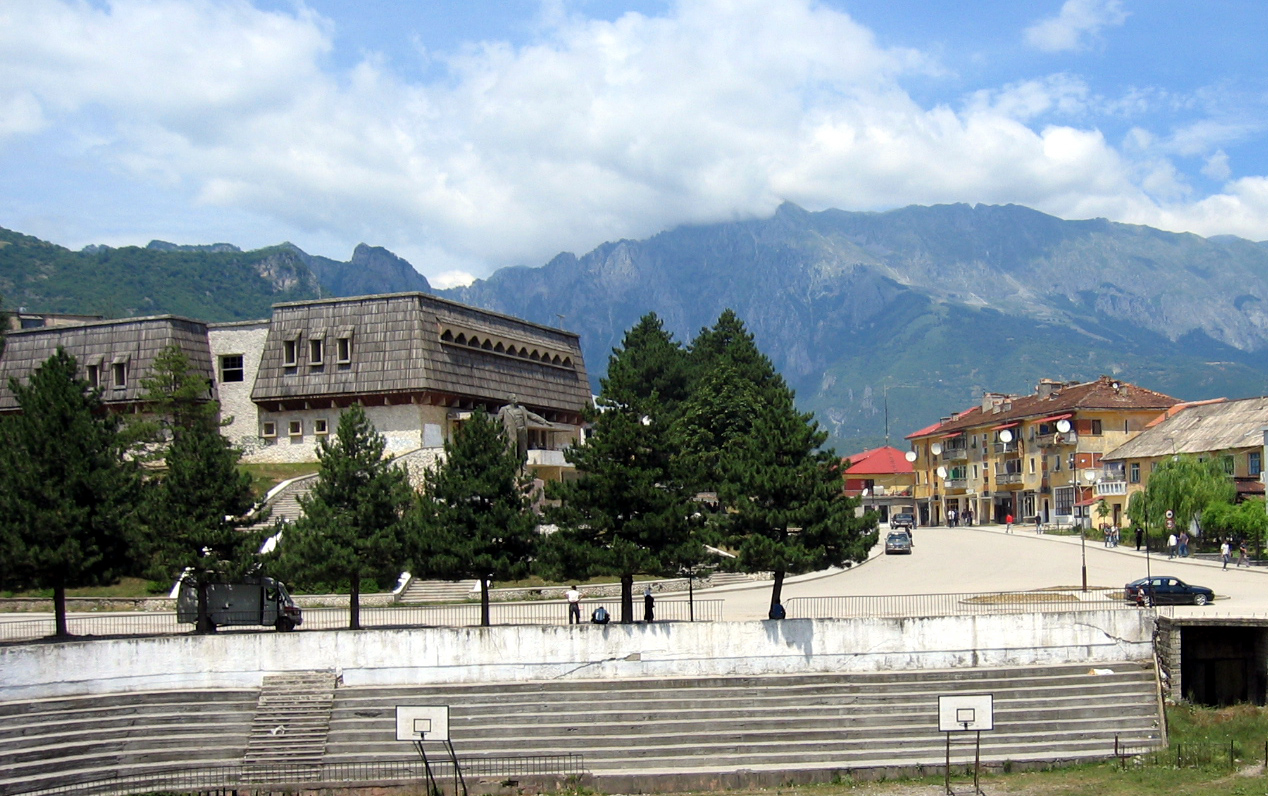
バイラム・ツリ市内

## 下部行政区画
- Bashkia Bajram Curr（バイラム・ツリ）
- Komuna Tropojë（トロポヤ）
- Komuna Margegaj
- Komuna Llugaj
- Komuna Bujan
- Komuna Fierzë
- Komuna Bytyç
- Komuna Lekbibaj